# Bishop's Hull
Bishop's Hull est une paroisse civile et un village du Somerset, en Angleterre.